# Bahnhof Münster-Hiltrup
Der Bahnhof Münster-Hiltrup ist ein Vorortbahnhof im Stadtteil Hiltrup der Stadt Münster. Er bedient den Nahverkehr zwischen Münster und Hamm und ist wichtige Station für Berufspendler und Schüler, die hauptsächlich aus dem südlichen Kreis Warendorf die weiterführenden Schulen in Münster-Hiltrup besuchen.
Der Bahnhof befindet sich in günstiger Lage zwischen dem Ortskern in Hiltrup-Mitte und Hiltrup-Ost, wodurch das Umsteigen von PKW, Rad oder auch als Fußgänger in die Züge von und nach Münster attraktiv ist. Des Weiteren ist er über mehrere Stadtbuslinien erreichbar.

## Geschichte
Im Jahre 1848 stellte die Münster-Hammer Eisenbahn-Gesellschaft die Bahnstrecke Münster–Hamm fertig. Am 28. Mai desselben Jahres eröffnete an dieser die Station „Diecke Wief“ („Dickes Weib“). Durch die ungünstige Lage am nördlichen Rand der Hohen Ward und dem dadurch bedingten langen Fußweg zum alten Dorf (heutiges Hiltrup-Mitte) wurde auf Drängen des Reichskonsuls a. D. August Schenking die Bahnstation zum 1. August 1868 an den heutigen Standort verlegt.
Im Oktober 1879 kam ein separater Güterbahnhof südlich des Personenbahnhofes für Wagenladungs- und Stückgutverkehr hinzu, der insbesondere ab Eröffnung des Glasurit-Werks im Jahre 1903 an Bedeutung gewann. Das Werk verfügte über einen eigenen Gleisanschluss, ebenso wie das später angesiedelte Rockwool-Werk.
Der Bahnanschluss sorgte gemeinsam mit dem benachbarten Dortmund-Ems-Kanal für wirtschaftlichen Aufschwung in der Gemeinde Hiltrup. Durch den damit verbundenen gestiegenen Personen- und Güterverkehr wurde im Jahre 1907 ein neues, vergrößertes Bahnhofsgebäude eröffnet. Das Bahnhofsgebäude, das bis heute an seinem Standort steht, verfügte unter anderem über Wartehalle und Fahrkartenschalter.
Das Gebäude, das den Zweiten Weltkrieg unbeschadet überstand, verlor in den folgenden Jahrzehnten an Bedeutung. Die BASF Coatings (ehemals Glasurit) legte den eigenen Gleisanschluss zugunsten des LKW-Güterverkehrs still, woraufhin der gesamte angegliederte Güterbahnhof seinen Betrieb einstellte. Nördlich des Bahnhofsgebäudes wurde ein Neubau mit einem Stellwerk und einem kleinen personalgeführten Fahrkartenschalter errichtet, das alte Bahnhofsgebäude wurde mit der Zeit stillgelegt. Das Stellwerk wird inzwischen von Münster Hauptbahnhof ferngesteuert.
Bis 1982 befand sich am Bahnhof ein Bahnübergang, der Hiltrup-Mitte und -Ost über die benachbarte Prinzbrücke über den Dortmund-Ems-Kanal verband. Da der Bahnübergang durch den regen Schienenverkehr oft lange Rückstaus verursachte, wurde der Bau der heutigen großen Straßenbrücke entlang der L 885 beschlossen. Die neue Brücke überquert Bahnstrecke und Kanal. Anstelle des Bahnübergangs wurde eine Unterführung für Radfahrer und Fußgänger gebaut. Von dieser aus ist auch der Bahnsteig der Gleise 2 und 3 des Bahnhofs zu erreichen.
Das Bahnhofsgebäude, das im Laufe der Zeit in den Besitz der Stadt Münster überging, wurde bei einem Brand in den 1990er-Jahren schwer beschädigt und nur notdürftig repariert. Die Substanz wies anschließend zahlreiche Bauschäden auf, das Dach war undicht, die Zugänge waren versperrt.
Der persönliche Fahrkartenverkauf wurde Anfang des neuen Jahrtausends eingestellt.

## Aktuelle Situation

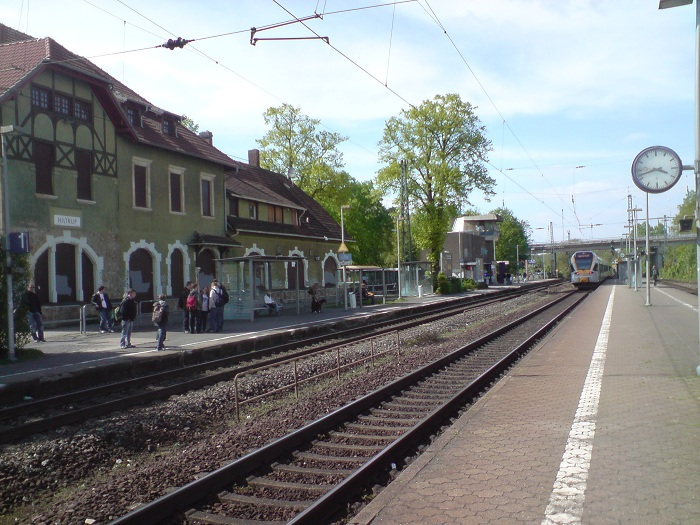
Bahnsteige am Bahnhof Münster-Hiltrup (2010)

Heute wird der Bahnhof Hiltrup mit seinen ca. 100 Zughalten täglich von etwa 2500 Reisenden genutzt. Er verfügt über vier Gleise im Bahnhofsbereich, von denen drei durch Bahnsteige erreichbar sind. Das vierte Gleis gehörte zum ehemaligen Güterbahnhof und wird nicht mehr genutzt. Der Güterbahnhof wurde 1994 bei einer Brandstiftung schwer beschädigt und im Jahr 2000 ganz abgerissen. Der heutige Durchgangsverkehr findet hauptsächlich auf den Gleisen 1 (Richtung Hamm) und 2 (Richtung Münster) statt. Gleis 3 wird lediglich als Ausweichgleich genutzt.
Der Bahnhof verfügt über zwei Fahrkartenautomaten für den Nahverkehr und einen für den Fernverkehr. Ein weiterer Automat für den Fernverkehr auf dem Bahnsteig der Gleise 2 und 3 wurde nach fortwährendem Vandalismus abgebaut. Seit Ende 2009 verfügen beide Bahnsteige über eine dynamische Fahrgastinformation.
In den Räumen des ehemaligen Fahrkartenschalters im Stellwerkgebäude wurde seit 2008 der private Kiosk by the way betrieben. Dieser Kiosk wurde Ende 2012 wieder aufgegeben.
Am Bahnhofsvorplatz liegt die Bushaltestelle Hiltrup Bahnhof, die Endhaltestelle zweier stark frequentierter Stadtbuslinien ist. Zwischen den beiden Bahnhofsgebäuden steht eine Fahrradstation der Stadt Münster für etwa 60 Fahrräder. Im weiteren Bahnhofsbereich befinden sich ca. 50 Fahrradständer. In den letzten Jahren wurden die Abstellflächen für PKW erweitert, sodass nun Parkplätze für etwa 50 Autos zur Verfügung stehen. Am Rande des Bahnhofsgeländes befindet sich eine Skateranlage.

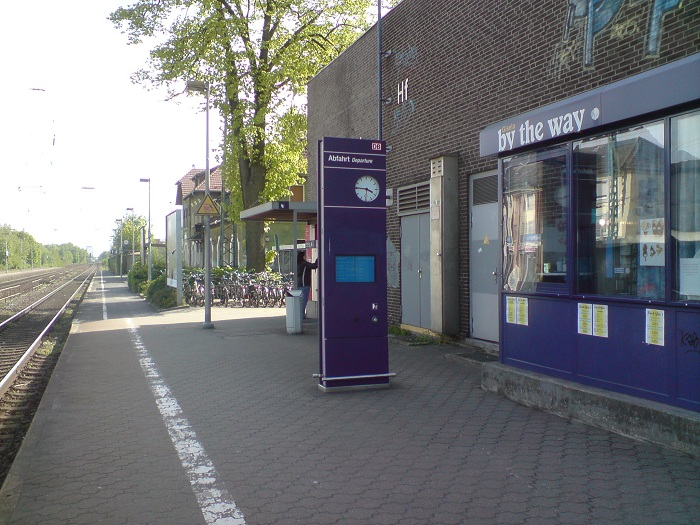
Gleis 1 mit Fahrgastinformation, Fahrkartenautomat und Kiosk by the way (2010)

Die Lokalpolitik diskutierte 2010 über die Zukunft des alten Bahnhofsgebäudes. Während die Stadtverwaltung auf Basis eines alten Ratsbeschlusses erfolglos versuchte, das Gebäude zu verkaufen, favorisierten Lokalpolitiker eine Nutzung des Gebäudes als Jugend- und Freizeitzentrum. Als Betreiber war unter anderem der Verband sozialtherapeutischer Einrichtungen im Gespräch, Eigentümer des Gebäudes sollte die städtische Wohn+Stadtbau werden. Art und Umfang der Nutzung sowie Finanzierungsmöglichkeiten des Projekts waren allerdings umstritten.
Das Gebäude wurde schließlich am 14. Februar 2011 an den Investor Ludger Holtz verkauft. Der Investor hat im Erdgeschoss einen Kulturbahnhof mit Café, Bistro sowie einem Veranstaltungsraum samt Kleinkunstbühne errichtet. Über den tatsächlichen Kaufpreis war offiziell nichts zu erfahren. Die Verwaltung hatte im Dezember dem Rat einen Preis von 132.000 Euro vorgeschlagen, für den das Bahnhofsgebäude verkauft werden sollte.

2014 wurde mit dem Umbau des Bahnhofsgebäudes begonnen. Am 10. Juli 2014 erfolgte die Schlüsselübergabe und am 23. August 2014 schließlich die Eröffnung des Kulturbahnhofs.
Ab April 2015 plante die Deutsche Bahn AG Im Rahmen der Modernisierungsoffensive 2 umfassende Renovierungen im Bereich der Bahnsteige und der Zugänge. Ende 2016 waren die Modernisierungsarbeiten vollständig abgeschlossen. Im Fokus der Modernisierungsarbeiten stand insbesondere der barrierefreie Umbau. Neue Wetterschutzhäuser und eine neue Bahnsteigausstattung verbesserten die Qualität der modernisierten Verkehrsstation, Erneuerung der Beleuchtung und Ausstattung mit Wegeleitsystemen erleichterten die Orientierung an der Station Münster-Hiltrup und steigerten somit die Kundenfreundlichkeit.
Die Bahnsteige an Gleis 1 (Hausbahnsteig) und an den Gleisen 2 und 3 (Mittelbahnsteig) wurden auf 76 cm angehoben, damit Reisende stufenfrei in die Züge ein- und aussteigen können. Der Mittelbahnsteig ist nun aus der Personenunterführung über einen Aufzug zugänglich.

## Verbindungen

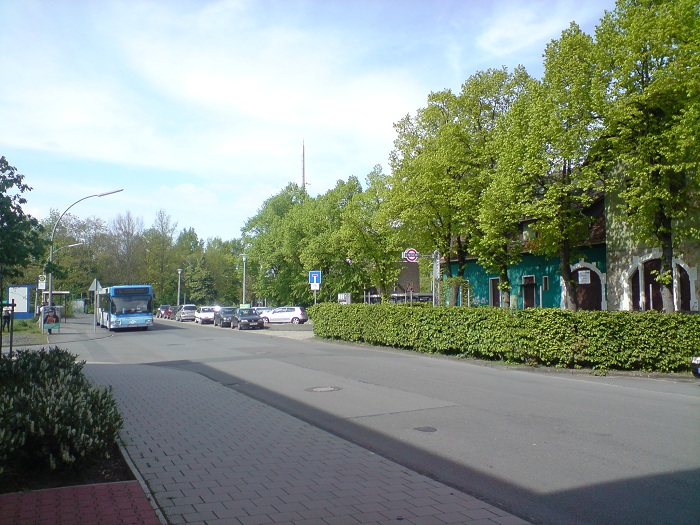
Bahnhofsvorplatz mit Bushaltestelle, Parkplatz und Fahrradstation (Hintergrund), 2010

### Nahverkehr
Der Bahnhof Münster-Hiltrup wird von drei Nahverkehrslinien insgesamt sechsmal stündlich bedient. Die RB89 hält alle 30 Minuten, davon einmal stündlich als Zugkombination RB69/RB89, dessen Zuglauf wird in Hamm geflügelt.
| Linie    | Linienverlauf | Takt                                                                                        | Betreiber        |
| -------- | --- | ------------------------------------------------------------------------------------------- | ---------------- |
| RE 7     | Rhein-Münsterland-Express: Rheine – Emsdetten – Greven – Münster Hbf – Münster-Hiltrup – Drensteinfurt – Hamm (Westf) Hbf – Bönen – Unna – Holzwickede – Schwerte – Hagen Hbf – Ennepetal (Gevelsberg) – Schwelm – Wuppertal-Oberbarmen – Wuppertal Hbf – Solingen Hbf – Opladen – Köln Messe/Deutz – Köln Hbf – Dormagen – Neuss Hbf – Meerbusch-Osterath – Krefeld-Oppum – Krefeld Hbf Stand: Fahrplanwechsel Dezember 2023 | 60 min                                                                                      | National Express |
| RB 69/89 | Ems-Börde-Bahn: Münster (Westf) Hbf – Münster-Hiltrup – Rinkerode – Drensteinfurt – Mersch (Westf) – Bockum-Hövel – Hamm (Westf) Hbf (Flügelung, Zugteil nach Bielefeld als RB69, Zugteil nach Paderborn/Warburg als RB 89) – … RB 69: … – Heessen – Ahlen (Westf) – Beckum-Neubeckum – Oelde – Rheda-Wiedenbrück – Gütersloh Hbf – Isselhorst-Avenwedde – Bielefeld-Brackwede – Bielefeld Hbf RB 89: … – Welver – Borgeln – Soest – Bad Sassendorf – Lippstadt – Dedinghausen – Ehringhausen – Geseke – Salzkotten – Scharmede – Paderborn Hbf – Altenbeken – Willebadessen – Warburg (Westf) Stand: Fahrplanwechsel Dezember 2021 | 60 min 30 min (Münster–Hamm wochentags) 30 min (Hamm–Paderborn) 120 min (Paderborn–Warburg) | Eurobahn         |

### Busverkehr
Der Bahnhof Hiltrup ist Start- und Endpunkt zweier Stadtbuslinien sowie mit weiteren Busverbindungen in der Nähe an den nicht-schienengebundenen ÖPNV angebunden.
| Linie | Name                        | Linienverlauf                                                             | Betreiber          |
| ----- | --------------------------- | ------------------------------------------------------------------------- | ------------------ |
| 5     | Hiltrup Bahnhof – Nienberge | Hiltrup – Berg Fidel – Südviertel – Hauptbahnhof – Gievenbeck – Nienberge | Stadtwerke Münster |
| 6     | Hiltrup Bahnhof – Coerde    | Hiltrup – Gremmendorf – Hauptbahnhof – Lublinring – Coerde                | Stadtwerke Münster |

Die Buslinien 1 (Amelsbüren – Roxel) und 9 (Hiltrup-Ost – Kinderhaus) sind in etwa 10 bzw. 5 Gehminuten vom Bahnhof Hiltrup zu erreichen.
Im Jahr 2023 wurde an der Bushaltestelle eine Ladestation mit zwei Plätzen für Elektrobusse errichtet.